# Balearización

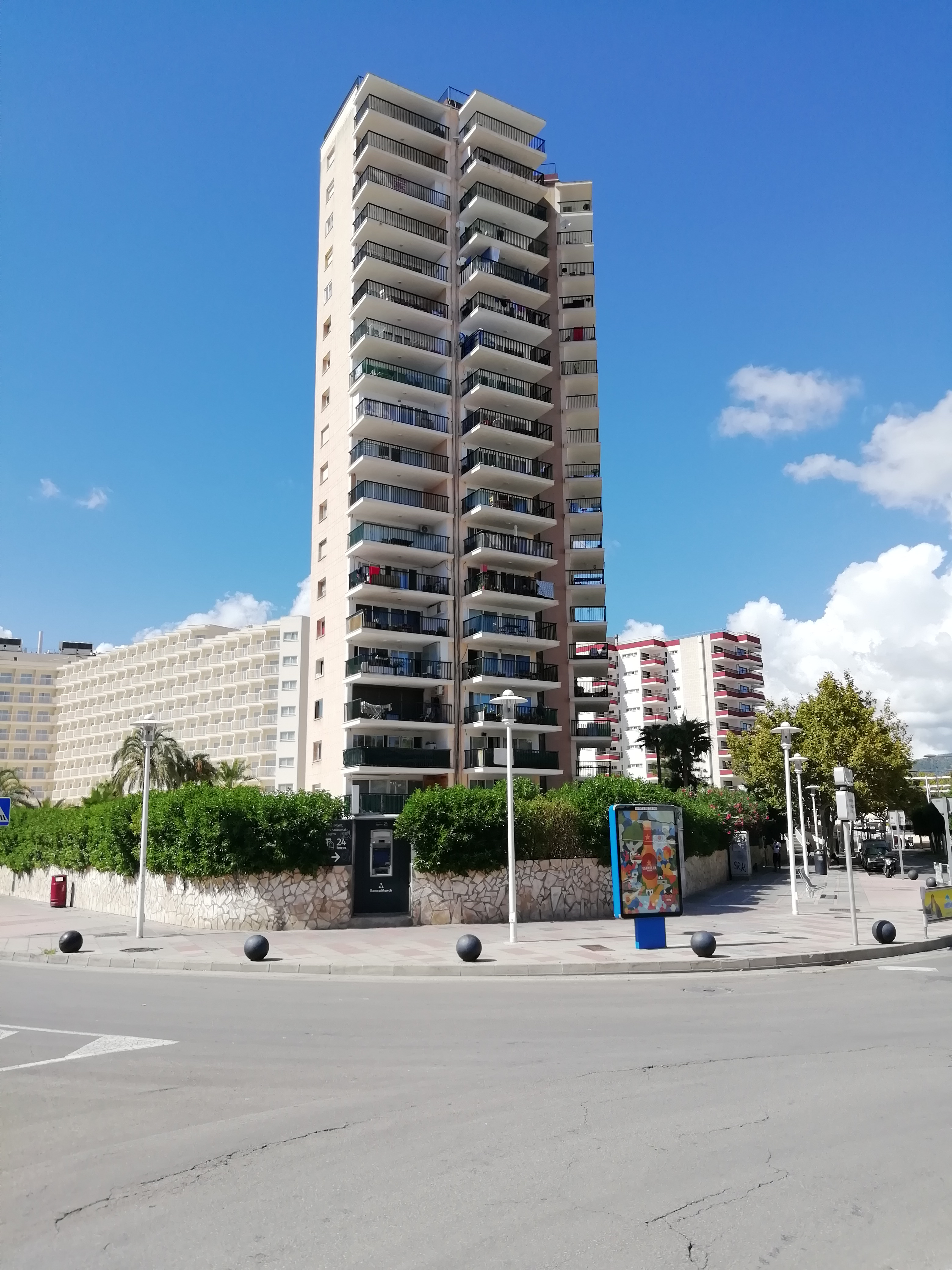
Una de las tres primeras torres, tomadas como imagen estereotipada de la Balearización, construidas en Magaluf, término municipal de Calviá.

Balearización es un término acuñado a finales de los años 50, en un artículo del semanario Paris Match, para describir la transformación que estaba sufriendo el litoral de la isla de Mallorca como consecuencia de la pésima planificación urbanística provocada por el auge turístico que en esas fechas azotó al archipiélago balear.
El fenómeno se registró principalmente por la actividad urbanística llevada a cabo en el municipio de Calviá, donde literalmente se construyó sobre la misma orilla del mar, dando lugar a la creación de complejos turísticos como Magaluf, Palmanova y Santa Ponsa, a cambio de la destrucción del paisaje y el litoral. En 2007, una campaña ecológica llevada a cabo por las organizaciones Ecologistas en Acción y GOB, llamada Banderas Negras, denunciaba que el litoral mediterráneo es el más degradado de España, por encima del cantábrico y el canario, y que el máximo exponente de degradación en las Baleares lo sustenta el municipio de Calviá, debido a la explotación insostenible de sus recursos naturales.
Posteriores estudios indican que el proceso de balearización se ha extendido de forma global, cuando las principales empresas hoteleras de las Baleares comenzaron su expansión hacia países empobrecidos y de entornos institucionales de menor exigencia, como fue el caso de la República Dominicana, así como de otros países de Latinoamérica, donde también muchas empresas inmobiliarias de las Baleares aumentaron su presencia.
Asimismo, esta forma de urbanismo agresivo típico de la industria turística balear ha generado multitud de conflictos y movilizaciones en la mayoría de países donde se ha implementado, bien por la privatización de las playas y accesos o bien por el control de los recursos naturales, como por ejemplo el agua y la deforestación de zonas rurales.

## Historia
Ya en el siglo XIX Mallorca era un destino turístico para todo tipo de aventureros, viajeros y artistas, que entre sus calas y sierras buscaban la tranquilidad y el contacto con la naturaleza, así como la visibilidad y claridad de su cielo, que la ilumina con esa intensidad particular que algunos pintores comentan en algunas de sus publicaciones. Hasta la llegada del turismo de masas Calviá no era un municipio importante, pues tan sólo contaba con 2.200 habitantes en 1950. En 1936 tan sólo disponía de tres establecimientos turísticos, llegando a ampliarse esta oferta por los 13 que ofrecía ya en 1955. Sin embargo, hacia 1960, esta oferta se disparó, llegando a contar en esas fechas con 6.800 camas distribuidas entre 112 alojamientos.